# سينتيا كليتبو
ديانا سينتيا كليتبو جامبوا (بالإسبانية: Cynthia Klitbo)‏٬ ولدت بتاريخ (11 مارس 1967) في ولاية زاكاتيكاس، بالمكسيك٬ وهي ممثلة مسلسلات٬ مسرح وسينما مكسيكية.

## السيرة الذاتية
ولدت سينثيا كليتبو في 11 مارس 1967، في ولاية زاكاتيكاس. لوالد دنماركي وأم مكسيكية.
في عام 2010 شاركت الممثلة في النسخة الجديدة من مسلسل تيريزا، حيث كانت تلعب دور العرابة للبطلة الرئيسية في المسلسل، تقمصت الدور بشكل ممتاز٬ وهذا بعيدا عن أدوار الأشرار التي تميز الممثلة، حيث أظهرت الممثلة الجانب الجيد لها.

## روابط خارجية
- سينتيا كليتبو على موقع IMDb (الإنجليزية)
- سينتيا كليتبو على موقع قاعدة بيانات الفيلم (الإنجليزية)